# Sempre joves
Sempre joves (títol original en anglès, Arthur's Whisky) és una pel·lícula de comèdia britànica del 2024 protagonitzada per Diane Keaton, Patricia Hodge i Lulu. És dirigida i produïda per Stephen Cookson a partir d'un guió d'Alexis Zegerman. Es va estrenar al Regne Unit al canal Sky Cinema l'1 de gener de 2024. S'ha subtitulat al català.
Diane Keaton es va vincular amb la pel·lícula el gener de 2023. El maig de 2023, Patricia Hodge, Lulu, David Harewood, així com Lawrence Chaney i Boy George es van afegir al repartiment. Lulu va ajudar a reclutar Boy George per al paper mentre vivia a Las Vegas.
El rodatge principal va tenir lloc el 2023 a llocs com Walton-on-Thames (Anglaterra).